# 嬉野雅道
嬉野 雅道（うれしの まさみち、1959年7月7日 - ）は、日本のテレビディレクター、プロデューサー、カメラマン、脚本家、文筆家。北海道テレビ放送（HTB）コンテンツ事業室所属（嘱託職）。
血液型はA型。かに座。身長は179cm。

## 略歴
1959年に佐賀県佐賀市の真言宗の寺に生まれる。実家の寺が巡礼者の宿坊を兼ねており、幼少期からご近所さんが手伝いに来る光景や、実家の布団部屋で一人遊びをするのが好きで、「人と交わりに行く気はないけど、うちのテリトリーに入って来てくれた人と交わるのに抵抗はない」という『傍観者』的な人格形成に影響を及ぼした。
高校を卒業後、東京の大学へ進学するが、高校3年生の時に床屋に言われた「お前の頭はいずれハゲる」という言葉が気になり始めたことをきっかけに様々なことを悩むうちに鬱状態に陥り、引きこもりとなり、大学を中途退学。7年半かけて悩むことに飽きたことをきっかけに、鬱を克服し、その後、医学映画を手がける映像プロダクションの求人を見つける。もともと映画好きで、黒澤明や小津安二郎に感銘を受けていたこともあり、求人に応募して映像の世界に入る。後に会社の環境に嫌気が差して会社を辞めるが、バブル景気だったこともありフリーの立場で企業のプロモーションビデオ監督や独立映画プロダクションの映画の助監督を手がける。
31歳の時、鍼灸師をしている6歳年下の女性と出会い結婚。元々妻が「30歳までに札幌で鍼灸院を開業するのが夢」と語っていたこともあり、1996年・36歳の時に妻が手頃な物件を札幌に見つけたことをきっかけに北海道に渡る。知人がHTBでの仕事を紹介してくれたことがきっかけで、HTBの子会社であるmiruca（エイチ・テー・ビー映像）のディレクターの職に就き、『水曜どうでしょう』の前身番組『モザイクな夜V3』を演出。これが彼にとって初のTV作品となる。その後、HTBの社員ディレクターで『モザイクな夜V3』のディレクター陣の一人でもある藤村忠寿と組み、1996年秋に鈴井貴之・大泉洋を起用した『水曜どうでしょう』を立ち上げ、サブディレクター兼ビデオカメラ担当となる。HTBで制作されたテレビドラマや舞台の脚本も執筆したことがある。
2010年4月1日付けでmirucaからHTBに移籍し、藤村と共にコンテンツ事業室に異動する事になった（公式日記で発表、経緯については後述）。2019年2月18日に藤村忠寿と共にYouTube「藤やんうれしーの水曜どうでそうTV」を始める。2019年7月7日には還暦を迎え、東京都の江戸川区総合文化センターで記念イベントを実施した。還暦に伴ってHTBを定年退職、2020年から嘱託として同社に籍を置いている。

## 挿話
趣味はカメラ（スチルカメラ）と歴史。カメラ好きが高じて、ロケ中に自ら撮影した写真をまとめて『水曜どうでしょう写真集』として発売。写真家と撮影技師の両方の肩書きを持つカメラマンでもある。 結婚前に彼の妻がオートバイで日本一周したことがあるという話を聞き、新婚旅行を「オートバイで日本一周」にしてしまった。しかし、彼自身は自動二輪の免許を持っていないため、妻の運転の後ろに乗るタンデム（二人乗り）での日本一周であった（後に夫人がその旅の情景をバイク雑誌『ツーリングGOGO』に投稿し、数ヶ月間連載された）。
好きな食べ物はカレーライス。
自身の性格について「主体性がない」「油断すると働かなくなるタイプ」と考えており、自己主張の強いイケイケの人ばかりが集う映像業界で、自分みたいな控えめな人間はディレクターに向いてないと考えたこともあるという。一方で、北海道に渡るきっかけを作ってくれた妻や、『水曜どうでしょう』に関わるきっかけとなった藤村を引き合いに出し、「やりたいことが過剰にある人と一緒にいるほうが道は拓ける」とも考えているという。
公式サイトの名前である『嬉野珈琲店』は、HTBの機構改革に伴い2010年にHTBで制作部が廃止になった（藤村のコンテンツ事業室への異動と嬉野の転籍もこれが理由である）際、HTBの意図が理解できず、デスクに座り続けているのが嫌になって一時は退社も考えた嬉野が、HTB社内の会議室でカフェを始めたというエピソードに由来する。会社からカフェ営業を叱られたら一言言い返してやろうと思っていたが、そのまま放置されたあげくに（交代した）社長から「おまえコーヒーやってんだって？」と尋ねられるほどになってしまったという。公式サイトでは、実際にコーヒー豆の通信販売も行っている。

### 『水曜どうでしょう』のディレクターとして
『水曜どうでしょう』の旅企画にカメラマンとして参加することとなったのは、最初の「サイコロ1」を始めるきっかけとなったアン・ルイスの東京でのインタビューについて、アンの所属レコード会社が3人分だけ交通費などの経費を持つことになり、自分が置いていかれそうになって、藤村Dから「あんた（嬉野）が来るんだったらカメラやってもらうよ」といわれた際に「大学時代に自主制作映画を作ったことがあり、デジカムを回すことなら自信があるから任せろ」とカメラ役を買って出たことがきっかけである。その一方で、『どうでしょう』第1回の収録時、本番直前まで家庭用デジタルビデオの説明書を熟読しており、番組公式BBSでも「私は（ビデオ撮影に関して）素人」「（私には、YOSAKOIのような）鬼気迫る映像は撮れない」との発言をしている。
番組内ではカメラ撮影をするため口数が少ないが、カメラを回していないときは会話しており、おしゃべり好きである。道中の宿泊の際は大泉に企画がばれないように鈴井&藤村、大泉&嬉野の部屋割りとなることが多く、大泉は「嬉野Dと遅くまでおしゃべりすることが旅の楽しみ」と話している。 
レギュラー放送後半になると出演者を撮影せずに風景ばかり撮影することも多くなった。これは、カメラを回したまま寝てしまい出演陣の会話をBGMにただただ車窓からの風景が撮れていた事があり、それを藤村Dが「これおもしろい」「意外とこっちのほうがいい」と多くカットに採用したことがきっかけとなっている。嬉野曰く「風景のなか声がしてくる方が緊張感なく見られる」とのことで、大泉洋も「車のなかでカメラを向けてほしくない、話しにくい」と語っているという。また、撮影では主に、ドラマや映画で用いられる、小津安二郎のロー・ポジションからのアングルを意識しているという。
番組グッズとして彼がロケ中に撮影した写真を収めた写真集を2冊刊行した。特に2003年発売の第2弾では膨大な写真データ（自身がカメラを回さない前枠・後枠（オープニング・エンディング）の撮影時に扮装している出演陣をカメラに収めた素材で、写真約4,500枚相当からまず1,500枚を選び、そこから更に600枚に絞り込んだ）を一枚一枚ネガから取り込んだり、印刷用紙に当時絶版となっていた「ミルトGA」（日清紡）を使うよう要望したりした。これを受けて、当時プロデューサーだった四宮康雅は実際に日清紡にかけあって（生産ロット全量引き取りを前提に）「ミルトGA」を再生産させている。なお、のちに日清紡は製品ラインアップに「ミルトGA」を復活させている（2009年の持株会社制移行、2017年の子会社譲渡に伴い、現在はダイオーペーパープロダクツが「ミルトGA・スピリット」として製造・販売）。
出演者陣の中で最年長であり、番組では「うれしー」、特に藤村Dから「（嬉野）先生」と呼ばれる一方、大泉洋からは「嬉野くん」と呼ばれる。
日本国内のカブ企画では前述のようにオートバイで日本一周したことがある妻がルートを考案したほか、原付ベトナム横断では妻とのツーリングを通じて得た、ニーグリップの技術を鈴井のカブの後ろに乗った際に駆使して撮影し、大泉がそれに驚いていたというエピソードがある。
2007年には、監督の高坂希太郎がどうでしょうファンであることと大泉が主演していることが縁で、OVA『茄子 スーツケースの渡り鳥』に藤村とともに声優として出演した。
2011年放送の「原付日本列島制覇」では、自身が病み上がりということもあって、デジカムの撮影は別のスタッフ（四国R-14や『ミエルヒ』のカメラも担当した鈴木武司）が行い、自身はフィルムカメラの撮影に徹し、会話もいつも以上に参加した。また「ヒラ・ディレクター」の表記はDVDで行われたのが最初で、対談本『腹を割って話した』において本人の希望により藤村に内緒で追加した、と明かしている）。
2016年に放送を開始した、onちゃんが道内各地を旅するHTBの小番組「巷のonちゃん」の題字及びナレーションを担当。
HTBのホームページ内において、藤村忠寿とのファンコミュニティ「藤やんとうれしー」が開設されている。

## 制作

### テレビ番組
- モザイクな夜V3（1996年 - 1996年9月、HTB） - ディレクター
- 水曜どうでしょう（1996年10月9日 - 2002年9月4日（レギュラー放送）、HTB） - ディレクター兼デジタルビデオ撮影
  - どうでしょうリターンズ（1999年1月5日 - 2004年5月5日、HTB）
  - 水曜どうでしょうClassic（2004年7月14日 - 放送中、HTB）
- テレビドラマ「なまらキッズ」（1998年、HTB） - このドラマの撮影のため「水曜どうでしょう・サイコロ3」のロケに同行していない
- ドラバラ鈴井の巣「なんてったってアイドル!」 最終話（2004年12月16日、HTB） - 北海道厚生年金会館からのステージ生放送中継ディレクター
- 気合一番!YOSAKOIソーラン祭り 審査会場独占生中継!（2005年6月11日、HTB）
- HTBスペシャルドラマ「歓喜の歌」（2008年、HTB・テレビ朝日系列全国ネット） - プロデューサー（蕎麦屋の客役でも出演）
- HTBスペシャルドラマ「ミエルヒ」（2009年、HTB） - 企画・プロデューサー
- HTBスペシャルドラマ「幸せハッピー」（2012年、HTB） - 企画
- 巷のonちゃん（2016年6月23日 - 、HTB） - 題字・語り
- ハナタレナックスEX 特別編 チームナックスとゆく 北海道美食めぐりの旅in小樽（2018年2月4日、HTB） - ナレーション
- テレビドラマ『チャンネルはそのまま!』（2019年3月18日 - 22日、HTB・テレビ朝日系列全国ネット） - プロデューサー（山道一徹役でも出演）

### 映画
- 地球っ子 いのちと愛のメッセージ（1993年、監督:槙坪夛鶴子、パオ） - 助監督

### 脚本
- テレビドラマ「四国R-14」　(2000年、HTB)  - 脚本
- 舞台「水曜天幕團旗揚げ公演『蟹頭十郎太』」（2003年） - 脚本

### DVD
- 水曜どうでしょうDVD全集

## 出演

### テレビ番組
- たまたま（テレビ埼玉）
  - #24、#25にゲスト出演後、#28からは毎回出演。

### 動画番組
- うれしのまさみちの ま（2018年8月 ｰ 、アクトビラ）[11]
  - 嬉野初の冠番組。嬉野が車で移動しながら、映画やそれにまつわるエピソードなどの自らが感じた想いを語る、アクトビラ初のオリジナル制作番組である。

### テレビドラマ
- チャンネルはそのまま!（2019年3月18日 - 22日、北海道テレビ放送） - 山道一徹 役

### 映画
- river（2003年、監督:鈴井貴之、CREATIVE OFFICE CUE） - 友情出演

### テレビアニメ
- onちゃんアニメいっぱい（1996年、HTB） - 助手 役
- ゆるキャン△ SEASON2（2021年） - 管理人 役
- スナックバス江（2024年） - うれしー 役

### OVA
- 茄子 スーツケースの渡り鳥（2007年） - メカ役

### 舞台（講談）
2015年
- 藤村源五郎一座『人斬幕末伝』4月東京、6月大阪、7月札幌公演
- 藤村源五郎一座『戦国褌列伝』12月仙台、大阪公演

2016年
- 藤村源五郎一座『戦国褌列伝』4月東京公演
- 劇団イナダ組『亀屋ミュージック劇場』5月札幌、東京公演　- 今まで講談師として舞台に上がっていたが、「亀屋ミュージック劇場」にて自身初の演技を行う。俳優デビュー作である

## 著書
- 腹を割って話した （2011年3月、イースト・プレス刊、ISBN 978-4781605708）藤村忠寿との共著
- 腹を割って話した(未知との遭遇) （2013年9月、イースト・プレス刊、ISBN 978-4781610597）
- 人生に悩む人よ 藤やん・うれしーの 悩むだけ損! （2012年3月、アスキー・メディアワークス刊、ISBN 978-4048709415）藤村忠寿との共著
- 人生に悩む人よ 藤やん・うれしーの 続・悩むだけ損! （2013年9月、アスキー・メディアワークス刊、ISBN 978-4048915960）藤村忠寿との共著
- ひらあやまり （2015年7月、中経出版刊、ISBN 978-4-04-6010810）
  - 文庫版（2019年3月、KADOKAWA刊、ISBN 978-4-04-6040923）
- ぬかよろこび　(2017年5月、KADOKAWA刊、ISBN 978-4-04-6015525)
- 仕事論「水曜どうでしょう」2人の名物ディレクターが働き方を語る（2019年2月、総合法令出版刊、ISBN 978-4862806635）藤村忠寿との共著
- 週休3日宣言―水曜どうでしょうハウスにこもって考えたこと (どうで荘文庫)（2020年10月、烽火書房刊、ISBN 978-4991116018）藤村忠寿との共著
- 水曜日のおじさんたち（2020年12月2日、KADOKAWA刊、ISBN 978-4041093184） - 鈴井貴之・藤村忠寿との共著
- ただばたらき　(2021年1月、KADOKAWA刊、ISBN 978-4-04-6023773)
- なんだか疲れる (どうで荘文庫)（2022年5月、烽火書房刊、ISBN 978-4991116063）藤村忠寿との共著
- 思い出リゾート／【別冊付録】ロケの手応えゼロだった「水曜どうでしょう」の新作はなぜおもしろかったのか　(2022年9月、光文社刊、ISBN 978-4334953232)

### 連載
- 月刊Blu-ray&DVD Express（AVエクスプレス社） 「観る・思う・考える・書く」
- 電撃ゲームス「藤やん・うれしーの悩むだけ損！」
- 光文社新書「連載　嬉野珈琲店」
- 集英社kotoba「だから僕らは出会わなければならないのです。」（52号〜58号）[12]

## 関連本・参考文献
- 水曜どうでしょう写真集（2003年、HTB刊）
- どうでしょう本 創刊号（2004年、HTB刊）
- どうでしょう本 第2号（2005年、HTB刊）